# مصاب بالتشنج (كلمة)
في الطب، يُشير مصطلح مصاب بالتشنج إلى تغير في توتر العضلات ناجم عن حالة طبية تُعرف بالتشنج العضلي، وهي ظاهرة عرضية معروفة تظهر لدى المرضى المصابين بمجموعة واسعة من الاضطرابات العصبية المركزية، بما في ذلك إصابة الحبل الشوكي، الشلل الدماغي (مثل الشلل التشنجي المزدوج)، السكتة الدماغية، التصلب الجانبي الضموري، والتصلب المتعدد). بالإضافة إلى حالات مثل متلازمة القولون المتهيج. الكلمة مُشتقة عبر اللغة اللاتينية من الإغريقية spastikos، بمعنى "الانجذاب" أو "الجذب" أو "الاهتزاز بشكل لا يمكن السيطرة عليه".
من جهة أخرى، فمصطلح مصاب بالتشنج، والذي كان في الأصل مصطلحا طبيا، أصبح الآن ذا معنى ازدرائي؛ رغم أن شدة اعتباره كذلك قد تختلف بين الولايات المتحدة والمملكة المتحدة. حيث أنه يرى غالبية الناس في المملكة المتحدة هذا المصطلح كواحد من أكثر المصطلحات إهانة للأشخاص ذوي الاحتياجات الخاصة.

## المملكة المتحدة وأيرلندا
في البداية، كان مصطلح مصاب بالتشنج (بالإنجليزية: spastic) يُستخدم طبيا لوصف الأشخاص المصابين بالشلل الدماغي. تأسست مؤسسة القدرات في اسكتلندا عام 1946، وتأسست جمعية الشلل التشنجي، وهي مؤسسة خيرية إنجليزية للأشخاص المصابين بالشلل الدماغي بعدها في عام 1951. مع ذلك، بدأت الكلمة لاحقا تُستخدم بغرض الإهانة والإساءة، حيث بدأت تُستعمل للإشارة إلى الغباء أو عدم الكفاءة الجسدية، وبمعنى أقرب إلى شخص غير منسق أو غير كفء أو أحمق. كثيرا ما كانت الكلمة تُختصر في اللسان العامي إلى أشكال أقصر مثل سباز (بالإنجليزية: spaz)؛ وفي أيرلندا، كان المصطلح يُختصر إلى سبا (بالإنجليزية: spa) ويُستخدم هناك أيضا بغرض إهانة الشخص المعني.
رغم أن للكلمة تاريخا أطول بكثير، إلا أن استخدامها الازدرائي نما بشكل كبير في الثمانينيات، وأحيانا يُعزي المتخصصون ذلك إلى برنامج الأطفال التلفزيوني بلو بيتر، والذي بُث على شبكة بي بي سي. خلال 1981، والتي كانت السنة الدولية لذوي الاحتياجات الخاصة، عرضت عدة حلقات من بلو بيتر رجلا مصاب بالشلل الدماغي يُدعى جوي ديكون. هذه الشخصية كانت توصف في البرنامج بأنها "spastic"، لهذا شاعت عبارات مثل جوي (بالإنجليزية: joey) و(بالإنجليزية: deacon) وسباكر (بالإنجليزية: spacker) و(بالإنجليزية: spaz) بين الأطفال في ذلك الوقت، واستخدموها كنوع من أنواع الشتيمة أو الإهانة.
في عام 1994، العام نفسه الذي أشار فيه نائب المحافظين تيري ديكس إلى نفسه في جلسة مناقشة بمجلس العموم بأنه "مُصاب بالتشنج وبالشلل الدماغي"، غيرت جمعية الشلل التشنجي اسمها إلى سكوب. اُعتبرت الكلمة غير مقبولة للاستخدام خارج السياقات الطبية المحددة، مما قلل من اعتبارها كلمة مهينة لمثل هذه الحالات. تبنى بعض تلاميذ المدارس في المملكة المتحدة تحويرا تحقيريا للاسم الجديد لجمعية الشلل التشنجي، وأضحوا يستعملون كلمة سكوبر (بالإنجليزية: scoper).
يتضح الفهم والاستعمال الحالي للكلمة بشكل جيد في استطلاع أجرته بي بي سي عام 2003، والذي وجد أن كلمة "spastic" كانت ثاني أكثر المصطلحات التحقيرية شيوعا في المملكة المتحدة فيما يتعلق بأي شخص لديه إعاقة، في حين اُعتبرت كلمة "متخلف عقلي" (بالإنجليزية: retard) المصطلح التحقيري الأكثر استعمالا في الولايات المتحدة وبلدان أخرى. في عام 2007، وصفت العالمة اللغوية في جامعة ساسكس لين مورفي المصطلح بأنه "من أشد المصطلحات المسيئة تأثيرا على البريطانيين".

## الولايات المتحدة
في العامية الأمريكية، انتقل مصطلح سباز من كونه كلمة تحقيرية للأشخاص ذوي الاحتياجات الخاصة، إلى كلمة عامية ترتبط في الغالب مع الخراقة أو الغرابة، وأحيانا يُربط المصطلح بفرط الإثارة أو فرط ردود الفعل المفاجئة (التوتر) أو فرط الطاقة أو الحركة اللاإرادية أو العشوائية أو فرط النشاط. بعض هذه الارتباطات تستخدم أعراض الشلل الدماغي والإعاقات المشابهة كإهانات. بدأ الأمريكيون في استخدام هذا المصطلح ابتداء من منتصف الخمسينيات.
في عام 1965، افترضت ناقدة السينما بولين كايل أن "المصطلح الذي يستخدمه المراهقون الأمريكيون الآن كعكس لكلمة 'قوي' هو كلمة سباز". كتب محرر القواميس الأمريكية في دار نشر جامعة أكسفورد والباحث في معهد البحوث في العلوم المعرفية بجامعة بنسلفانيا بين زيمر، أنه بحلول منتصف الستينيات تحول الاستخدام الأمريكي لمصطلح سباز من "معناه الأصلي 'كشخص مصاب بالتشنج أو غير منسق جسدياً' إلى معنى قريب من 'شخص متحذلق أو غريب أو غير رائع'"، وكلها بمعنى سلبي.
في نشرة يونيو 2005 لجمعية اللهجة الأمريكية، ذكر زيمر بأن أقدم ذكر لكلمة 'سباز' في الكتابات تمكن من إيجاده كان بمعنى عدم التنسيق، وكان ذلك في أغنية لفرقة ذا إلاستيك باند (بالإنجليزية: The Elastik Band) عام 1967.
لاحقا في عام 1978، جسد ستيف مارتن شخصية تشارلز نيرلمان، والمعروف باسم "تشاز السباز"، في برنامج ساترداي نايت لايف، في مشهد مع بيل موري سُمي المتحذلقون. شارك بيل موري في فيلم آخر بعنوان كرات اللحم، وضم هذا الفيلم شخصية تُدعى "سباز". صور كلا العملين "الشخص السباز" كمتحذلق أو كشخص قد يعاني من إعاقات معرفية أو تعليمية في إطار كوميدي، مما عزز الاستخدام السلبي لهذا المصطلح في الولايات المتحدة من خلال استخدامه في الكوميديا الشعبية.
لا يزال المصطلح يُتداول أحيانا في الأفلام والمسلسلات التلفزيونية الأمريكية الشمالية، مثل مسلسل الأصدقاء، ككلمة تحقيرية تعكس درجة معينة من التمييز ضد ذوي الإعاقة، وهذا الأمر يحصل على ردود أفعال مختلفة تختلف بين الجماهير البريطانية والأمريكية. في إحدى الحلقات، تشير رايتشل إلى نفسها بأنها "سباز فيما يتعلق بالغسيل" بسبب عدم قدرتها على غسل الملابس بكفاءة؛ وهذا يُرجعنا إلى المعنى الأصلي للمصطلح، والذي كان حول القدرة الجسدية. اعتبر المجلس البريطاني لتصنيف الأفلام هذه الكلمة مسيئة بما فيه الكفاية، وأعطى الحلقة الحلقة تصنيف 12، في حين صنف الحلقات الأخرى من المسلسل بتصنيف PG. وبالمثل، حصلت حلقة راغراتس: حكايات من المهد: سنو وايت على تصنيف PG بناء على وصف أنجيليكا لكيمي بأنه سبازي (بالإنجليزية: Spazzy).
يظهر الاختلاف في التقييم النوعي للمصطلح بين المجتمع البريطاني والأمريكي من خلال ردود الفعل على تعليقات لاعب الجولف تايغر وودز بعد خسارته بطولة الماسترز الأمريكية في عام 2006. قال: "كنت مسيطرا جدا من نقطة البداية إلى الأخضر، أفضل ما لعبته منذ سنوات... لكن بمجرد وصولي إلى الأخضر كنت سباز." بُثت تعليقاته ولم تجذب أي اهتمام عام معروف في الولايات المتحدة. لكنها انتشرت على نطاق واسع في المملكة المتحدة، حيث تسببت في الإساءة وأدانها ممثل عن سكوب وأيضا البطلة البارالمبية تاني غراي-تومبسون. عندما انتشر خبر الضجة التي أحدثها تصريح تايغر، اعتذر ممثل هذا الأخير على الفور.
بعد وقت قصير من إصدار أغنية "جرائم الكلمات" (بالإنجليزية: Word Crimes) سنة 2014 للمغني الأمريكي ويرد أل يانكوفيك، صرح يانكوفيك بأنه لم يكن يدرك أن كلمة "spastic" التي استُخدمت في الأغنية "تُعتبر إهانة مسيئة جدا من قبل بعض الناس"، خاصة في المملكة المتحدة، واعتذر لإدراجها في كلمات الأغنية.
في 2022، أتت كلمة سباز ضمن كلمات أغنية "غرررلز" (بالإنجليزية: Grrrls) للمغنية ليزو. انتُقدت الأغنية وطُلب من المغنية إزالة هذا المحتوى (المصنف كتعبير عن إهانة تمييزية ضد ذوي الاحتياجات الخاصة) من الكلمات. بعد ردود الفعل السلبية، عبرت ليزو عن موقفها بأنها ضد اللغة التحقيرية؛ وأعلنت منذ ذلك الحين عن إصدراها نسخة جديدة من الأغنية بكلمات جديدة. كما تضمنت أغنية "ساخن" (بالإنجليزية: Heated) للمغنية بيونسيه الكلمة، وهذه الأخيرة كانت قد صدرت سنة 2022 ضمن ألبومها السابع "النهضة" (بالإنجليزية: Renaissance). انتُقدت الأغنية بشدة وأُزيلت الكلمة من الأغنية في النهاية.

## أستراليا

لافتة طريق أسترالية سابقة تحث السائقين على الانتباه "للمشاة التشنجيين". لم تعد اللافتة قيد الاستخدام الرسمي.

في الإنجليزية الأسترالية، لفترة من الوقت، كانت مصطلحات مثل "مصاب بالتشنج/سباستيك" (بالإنجليزية: spastic) أو "سباز" تُعتبر الكلمات المناسبة لوصف الأشخاص ذوي الإعاقات المختلفة، ووصل الأمر إلى تثبيت لافتات مرورية في هذا الصدد، تحذر السائقين من وجود مثل هؤلاء الأشخاص بالقرب من الطريق. في الآونة الأخيرة، خرجت هذه المصطلحات من الاستخدام واستُبدلت بمصطلحات أكثر قبولا اجتماعيا مثل "معاق" (بالإنجليزية: disabled). أصبحت كلمة "سباستيك" محملة بمعانٍ سلبية لدرجة أن جمعية الشلل التشنجي في فيكتوريا اضطرت لتغيير اسمها إلى سكوب.

## المنتجات التي تستخدم المصطلح
تحمل منتجات متعددة في الولايات المتحدة أسماء أو محتوى يتضمن كلمة 'سباز' أو 'سباستيك'، ويكون الأمر جد عادي ولا يثير أي جدل. لكن يُثار جدل في المملكة المتحدة إذا بِيعت منتجات تحمل نفس الاسم هناك. على وجه الخصوص، انتقدت مؤسسة سكوب البريطانية الخيرية صانعي ومستوردي الكرسي المتحرك سباز عندما طرحوا هذا الكرسي المتحرك للبيع في المملكة المتحدة. أعربت سكوب عن خشيتها من أن مثل هذه العلامة التجارية ستُحفز استخدام الكلمة مرة أخرى كإهانة. هذا الاستخدام السلبي كان قد تراجع منذ الثمانينيات.
كان من المفترض أن تتضمن سلسلة ألعاب الروبوت ترانسفورمرز باور كور كومبينرز شخصية تُدعى "سباستيك". صرحت شركة هاسبرو المُطورة لسلسة الألعاب بأنها لن تُدرج الشخصية ضمن لعبتها في المملكة المتحدة. هذا لم يمنع المعجبين البريطانيين المتحمسين من تنبيه منابر إعلامية مختلفة للأمر، الشيء الذي أدى في النهاية إلى تغيير اسم الشخصية في جميع الأسواق إلى اسم أقل إهانة هُو "أوفر-ران" (بالإنجليزية: Over-Run). السيرة الذاتية الإلكترونية لشخصية سترايف في اللعبة كانت في البداية تذكر هذه الشخصية على أنه "سباستيك"، لكن الوصف غُير لاحق إلى "تويتشي" (بالإنجليزية: twitchy) بمعنى "متشنج"، وذلك عندما أثير هذا الجدل.
في 29 يونيو 2007، سحبت شركة يوبي سوفت الفرنسية إحدى ألعابها المسماة اختبار العقل: مدرب دماغك، بسبب وصفها للاعبين الذين لم يؤدوا بشكل جيد في اللعبة بأنهم "سوبر سباستيك" (بالإنجليزية: Super Spastic). صرحت الشركة فيما بعد: "بمجرد أن علمنا بالمسألة أوقفنا توزيع المنتج ونعمل الآن مع تجار التجزئة لسحب اللعبة من السوق." بعد شهر واحد، سحبت نينتندو لعبة ماريو بارتي 8، بعدما اكتشفوا استخدام المصطلح استُخدم في حوار داخل اللعبة.